# 通化乡 (理县)
通化乡，是中华人民共和国四川省阿坝藏族羌族自治州理县下辖的一个乡镇级行政单位。

## 行政区划
通化乡下辖以下地区：
通化村、卡子村、甘溪村、西山村、院子村、三岔村和汶山村。